# Alemanni (cognome)
Alemanni è un cognome di lingua italiana.

## Varianti
Alamanni, Alamanno, Alemagna, Alemanno, Allamanni, Allemagna, Allemanni, Almanno, Almano, La Magna, La Manna, Lamanna, Manelli, Manin, Manini, Manna, Mannati, Mannelli, Mannello, Manneschi, Mannetti, Manni, Mannini, Mannino, Manno, Mannone, Mannoni, Mannucci, Manuzio, Manuzzi, Salamanno, Salamano.

## Origine e diffusione
Cognome tipicamente centro-settentrionale, è presente prevalentemente in Lombardia e Toscana.
Potrebbe derivare dal termine Alemagna, antico nome utilizzato per indicare l'odierna Germania, e dal prenome Alamanno, dal germanico all-, "tutto", e mann, "uomo".
Le varianti La Magna e Lamanna sono panitaliane con maggiore concentrazione in Italia meridionale; Salamano è piemontese.

## Persone
- Antonio Alamanni (1464-1528) – poeta italiano
- Federico Alamanni (1696-1775) – vescovo cattolico italiano
- Giovanni Battista Alamanni (... – 1582) – vescovo cattolico italiano, figlio del poeta Luigi
- Luigi Alamanni (1495-1556) – poeta italiano
- Niccolò Alamanni (... – post 1588) – condottiero italiano, figlio del poeta Luigi
- Piero Alamanni (1434-1519) – politico e ambasciatore italiano, padre del poeta Luigi